# Eduardo Picart
Eduardo Enrique Picart Sepúlveda (Talca, Chile, 29 de julio de 1987 - † íd., 30 de julio de 2009) fue un futbolista chileno. Se formó en las divisiones inferiores de Rangers, donde hizo su debut en el profesionalismo en 2006. Posteriormente jugó en el Club Social de Deportes Rangers de la Primera división chilena. Murió en julio de 2009 en un accidente automovilístico.

## Clubes
| Club    | País  | Año       |
| ------- | ----- | --------- |
| Rangers | Chile | 2006-2009 |